# Savasse
Savasse é uma comuna francesa na região administrativa de Auvérnia-Ródano-Alpes, no departamento de Drôme. Estende-se por uma área de 22,01 km². Em 2010 a comuna tinha 1 503 habitantes (densidade: 68,3 hab./km²).